# Thế Pleistocen
Thế Pleistocen (phiên âm tiêng Việt: Pleixtôxen), còn gọi là thế Canh Tân hay thế Cánh Tân (tiếng Trung: 更新), là một thế địa chất từng được tính từ khoảng 1,806 Ma tới 11,55 Ka BP (Ma/Ka BP: Mega/Kilo annum before present, triệu/ngàn năm trước). Tuy nhiên kể từ ngày 30 tháng 6 năm 2009, Liên hiệp Khoa học Địa chất Quốc tế IUGS đã phê chuẩn đề nghị của Ủy ban Địa tầng Quốc tế ICS về việc kéo lùi thời điểm bắt đầu của thế này về 2,588±0,005 Ma để bao gồm cả tầng Gelasia.
Thế Pleistocen là thế được tạo ra có chủ định để bao trùm thời kỳ gần đây nhất của các chu kỳ băng giá lặp đi lặp lại. Tên gọi pleistocen có nguồn gốc từ tiếng Hy Lạp πλεῖστος (pleistos "nhất, hơn cả") và καινός (kainos "mới").
Thế Pleistocen diễn ra sau thế Pliocen và ngay sau nó là thế Holocen. Thế Pleistocen là thế thứ ba trong kỷ Neogen hay thế thứ sáu của đại Tân Sinh. Sự kết thúc của thế Pleistocen tương ứng với sự kết thúc của thời kỳ đồ đá cũ được sử dụng trong khảo cổ học.
Thế Pleistocen được phân chia thành Pleistocen sớm, Pleistocen giữa và Pleistocen muộn còn trong thời địa tầng học thì nó bao gồm các bậc hay tầng động vật như tầng Gelasia, tầng Calabria, tầng Ionia và tầng Tarantia.

## Niên đại
Thế Pleistocen có niên đại từ khoảng 2.588.000 ±5.000 năm (cũ là 1.806.000 ±5.000 năm) tới 11.550 năm trước ngày nay, với niên đại kết thúc được biểu diễn bằng năm cacbon phóng xạ là 10.000 năm C-14 trước ngày nay. Nó bao gồm phần lớn chu kỳ gần đây nhất của sự đóng băng lặp lại, cho tới và bao gồm cả đợt lạnh Dryas Trẻ. Sự kết thúc của Dryas Trẻ có niên đại vào khoảng 9.700 TCN (khoảng 11.700 năm trước ngày nay).
Ủy ban quốc tế về địa tầng học (ICS – một cơ quan của Liên đoàn Quốc tế các ngành Khoa học Địa chất (IUGS) đã xác nhận khoảng thời gian cho thế Pleistocen nhưng vẫn chưa xác nhận phẫu diện điển hình trong Phẫu diện và điểm kiểu địa tầng ranh giới toàn cầu (GSSP), cho ranh giới hai thế Pleistocen/Holocen. Phẫu diện được đề xuất là lõi băng của Dự án lõi băng Bắc Greenland tại tọa độ 75° 06' vĩ bắc và 42° 18' kinh tây.
Phẫu diện điển hình của GSSP cho khởi đầu thế Pleistocen truyền thống là phẫu diện tham chiếu tại Vrica, 4 km về phía nam Crotone ở Calabria, miền nam Italy, một khu vực mà niên đại chính xác của nó đã được xác nhận gần đây bằng phép định tuổi bằng đồng vị phóng xạ của stronti và oxy cũng như bằng trùng lỗ phù du.
Tên gọi có chủ định bao trùm thời kỳ gần đây của các chu kỳ băng giá lặp đi lặp lại; tuy nhiên, sự bắt đầu được thiết lập quá trễ, một số sự kiện lạnh giá đi và đóng băng sớm hiện nay được liệt vào trong tầng Gelasia (theo truyền thống là tầng kết thúc thế Pliocen). Một số nhà khí hậu học và địa chất học vì thế thích áp dụng niên đại cho sự bắt đầu vào khoảng 2,58 triệu năm trước ngày nay. Tên gọi Plio-Pleistocen trong quá khứ được dùng để chỉ thời kỳ băng hà cuối cùng. Nhưng do chỉ một phần của thế Pliocen được bao hàm, nên kỷ Đệ Tứ (Quaternary) sau đó đã được định nghĩa lại để bắt đầu vào 2,58 Ma để phù hợp hơn với các dữ liệu.
Lịch sử khí hậu liên tục từ thế Pliocen sang thế Pleistocen và thế Holocen là một lý do để ICS đề xuất không tiếp tục dùng thuật ngữ "Quaternary", nhưng đề xuất này bị Liên đoàn Quốc tế về Nghiên cứu Kỷ Đệ Tứ (INQUA) phản đối mạnh mẽ. ICS đề xuất rằng "Quaternary" nên được coi là một phân đại (sub-erathem) với gốc của nó là gốc của GSSP trong tầng Gelasia thuộc thế Pliocen vào khoảng 2,58 Ma tại Trạng thái Đồng vị Biển 103. Ranh giới thì không gây tranh cãi, nhưng địa vị phân đại thì bị INQUA từ chối. Vấn đề đang tranh luận có lẽ sẽ có giải pháp giữa ICS và INQUA trong năm 2008. Vì thế, thế Pleistocen hiện tại vẫn là thế của cả kỷ Neogen (theo ICS) dài và kỷ Đệ Tứ (theo INQUA) ngắn hơn.
Đề xuất của INQUA là mở rộng sự bắt đầu của thế Pleistocen vào thời gian khi bắt đầu tầng Gelasia, làm ngắn lại thế Pliocen, và kết thúc kỷ Neogen bằng sự kết thúc đã chỉnh sửa lại của thế Pliocen.

## Cổ địa lý và khí hậu

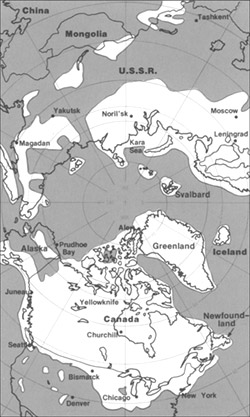
Sự mở rộng cực đại của chu kỳ băng giá tại khu vực cực bắc Trái Đất trong thời gian của thế Pleistocen.

Trong thế Pleistocen, các lục địa hiện đại về cơ bản đã ở vị trí của chúng ngày nay, các mảng kiến tạo mà các lục địa này nằm trên có lẽ đã chuyển động không nhiều hơn 100 km tương đối so với nhau kể từ khi bắt đầu thế địa chất này.

### Đặc trưng sông băng
Khí hậu thế Pleistocen được đặc trưng bằng các chu kỳ băng giá lặp đi lặp lại trong đó các sông băng lục địa kéo dài tới vĩ độ 40 ở một vài nơi. Người ta ước tính rằng, khi băng giá cực đại thì khoảng 30% bề mặt Trái Đất bị băng che phủ. Ngoài ra, khu vực băng giá vĩnh cửu từ rìa các dải băng kéo dài về phía nam vài trăm kilômét ở Bắc Mỹ cũng như ở đại lục Á-Âu. Nhiệt độ trung bình năm tại rìa băng là −6 °C; ở rìa băng giá vĩnh cửu là 0 °C.
Mỗi chu kỳ băng giá giữ lại một lượng nước khổng lồ trong các dải băng lục địa dày khoảng 1.500–3.000 m, tạo ra sự rút xuống tạm thời của mực nước biển tới mức 100 m hay hơn thế trên toàn bộ bề mặt Trái Đất. Trong các chu kỳ gian băng, như hiện nay, các vùng ven biển bị ngập lụt là phổ biến, được giảm nhẹ nhờ chuyển động đẳng tĩnh hay các chuyển động nổi bật khác ở một số khu vực. Vào thời kỳ băng hà cực đại trong pleistocen muộn cách đây 18.000 năm, mực nước biển hạ thấp -120m so với hiện tại.
Hiệu ứng của sự đóng băng là toàn cầu. Châu Nam Cực bị băng che phủ trong toàn bộ thế Pleistocen cũng như trong thế Pliocen trước đó. Dãy Andes bị che phủ ở phía nam bởi chỏm băng Patagonia. Tồn tại các sông băng tại New Zealand và Tasmania. Các sông băng hiện tại đang tan của các đỉnh Kenya, Kilimanjaro, và dãy núi Rwenzori ở miền đông và trung châu Phi khi đó là lớn hơn hiện nay. Các sông băng cũng tồn tại trong các dãy núi ở Ethiopia và ở dãy núi Atlas.
Ở Bắc bán cầu, nhiều sông băng hợp lại thành một. Dải băng Cordillera che phủ khu vực tây bắc Bắc Mỹ; ở phía đông là dải băng Laurentia. Dải băng Fenno-Scandia che phủ miền bắc châu Âu, bao gồm cả Đảo Anh; dải băng Alps trên dãy núi Alps. Các vòm băng rải rác kéo dài xuyên suốt Siberi và thềm Bắc cực. Các biển phía bắc bị đóng băng.
Ở phía nam các dải băng là các hồ lớn do lối thoát nước bị ngăn lại và không khí lạnh làm giảm sự bốc hơi. Phía bắc miền trung Bắc Mỹ về tổng thể bị che phủ bởi hồ Agassiz. Trên 100 vùng lòng chảo, hiện nay đã khô cạn hoặc gần như thế, thì đã từng chảy lan tràn khắp ở miền tây Bắc Mỹ. Ví dụ, hồ Bonneville, đã từng tồn tại ở khu vực mà dấu tích còn sót lại hiện nay của nó chính là Hồ Muối Lớn. Tại đại lục Á-Âu, các hồ lớn cũng phát triển như là kết quả của các luồng nước khổng lồ chảy ra từ các sông băng. Các con sông cũng rất lớn và nhiều nước. Các hồ tại châu Phi cũng đầy tràn nước do sự bốc hơi bị giảm xuống.
Ngược lại, các sa mạc thì khô hơn và rộng lớn hơn. Lượng mưa thấp do suy giảm sự bốc hơi nước từ đại dương và các nguồn nước khác.

### Các sự kiện chính

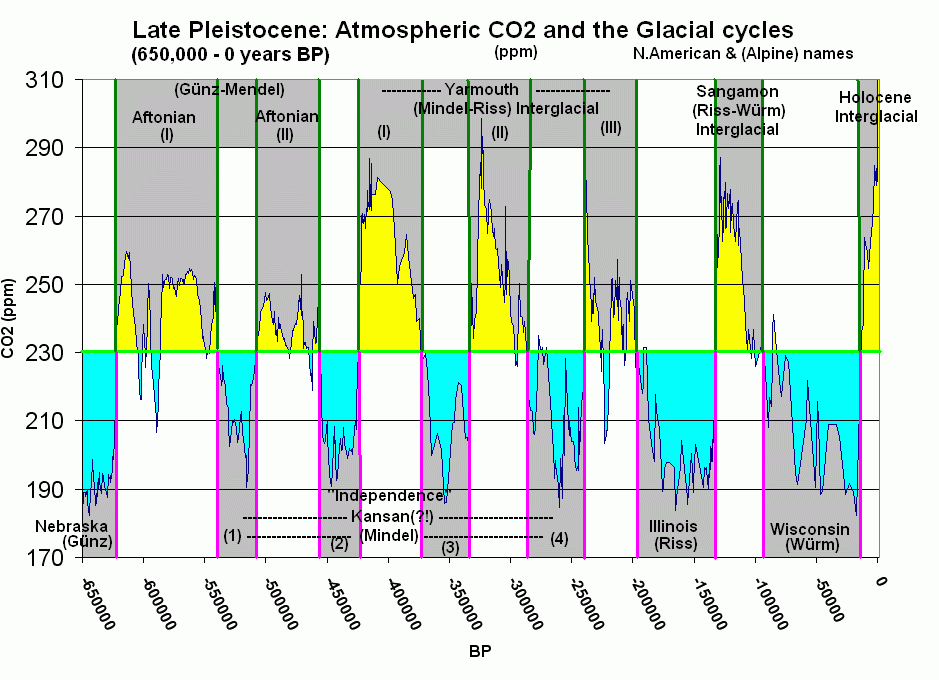
Các thời kỳ băng hà được phản ánh theo CO_{2} khí quyển, bị lưu giữ lại trong các bọt khí từ thời kỳ băng giá của châu Nam Cực.

Bốn sự kiện băng giá lớn đã được nhận dạng, cũng như nhiều sự kiện nhỏ xen vào. Sự kiện chính là các dao động băng giá chung, được gọi là các chu kỳ "băng giá". Các chu kỳ băng giá được tách biệt bởi các chu kỳ "gian băng". Trong các kỳ băng giá, các sông băng trải qua các đợt gia tăng và thoái lui nhỏ. Các dao động thoái lui nhỏ của sông băng (khí hậu ấm hơn trong các kỳ băng giá, nhưng không kéo dài đủ để coi là gian băng) trong các kỳ băng giá gọi là "interstadial" còn các dao động gia tăng nhỏ của sông băng (khí hậu lạnh hơn trong các kỳ gian băng, nhưng không kéo dài đủ để coi là băng giá) trong các kỳ gian băng gọi là "stadial".
Các sự kiện này được định nghĩa rất khác nhau trong các khu vực khác nhau của dải băng giá, với lịch sử băng giá riêng biệt của chúng, phụ thuộc vào các yếu tố như vĩ độ, địa hình và khí hậu. Ở đây có sự tương ứng chung giữa các kỳ băng giá trong các khu vực khác nhau. Các nhà khoa học thường thay đổi tên gọi nếu địa chất sông băng của khu vực đang xem xét đã được định nghĩa trước đó. Tuy nhiên, nói chung là không chính xác khi dùng tên gọi thời kỳ băng giá của một khu vực cho một khu vực khác.
Trong phần lớn thế kỷ XX chỉ một vài khu vực đã được nghiên cứu và số lượng các tên gọi là tương đối ít. Ngày nay các nhà địa chất của các quốc gia khác nhau đã và đang quan tâm nhiều hơn tới sông băng học trong thế Pleistocen. Kết quả là số lượng tên gọi được gia tăng nhanh chóng và còn tiếp tục gia tăng.
Các kỳ băng giá trong bảng sau là sự đơn giản hóa của các chu kỳ phức tạp hơn của các biến động trong khí hậu và địa hình. Nhiều đợt gia tăng và thoái lui vẫn chưa có tên gọi. Bên cạnh đó, chứng cứ đất đá của một số chu kỳ nhỏ này đã bị xóa bỏ hay bị lu mờ đi bởi các tác động từ các chu kỳ lớn, nhưng các chứng cứ này vẫn còn tồn tại và có thể nhận ra nhờ các nghiên cứu thay đổi khí hậu mang tính chu kỳ này.
| Khu vực          | Băng giá 1 | Băng giá 2 | Băng giá 3 | Băng giá 4 |
| ---------------- | ---------- | ---------- | ---------- | ---------- |
| Alps             | Günz       | Mindel     | Riss       | Würm       |
| Bắc Âu           | Eburonia   | Elsteria   | Saalia     | Weichselia |
| Quần đảo Anh     | Beeston    | Anglia     | Wolston    | Devensia   |
| Trung Tây Hoa Kỳ | Nebraska   | Kansas     | Illinois   | Wisconsin  |

| Khu vực          | Gian băng 1 | Gian băng 2 | Gian băng 3 |
| ---------------- | ----------- | ----------- | ----------- |
| Alps             | Günz-Mindel | Mindel-Riss | Riss-Würm   |
| Bắc Âu           | Waalia      | Holsteinia  | Eem         |
| Quần đảo Anh     | Cromer      | Hoxne       | Ipswich     |
| Trung Tây Hoa Kỳ | Aftonia     | Yarmouthia  | Sangamonia  |

Tương ứng với các thuật ngữ băng giá và gian băng, các thuật ngữ pluvial (kỳ mưa) và interpluvial (kỳ gian mưa) cũng được dùng (Latinh: pluvia, mưa). Pluvial là thời kỳ ấm hơn với lượng mưa tăng lên; còn interpluvial là lạnh hơn với lượng mưa giảm xuống. Trước đây kỳ mưa được cho là tương ứng với kỳ băng giá trong các khu vực không bị đóng băng, và trong một số trường hợp thì nó là đúng. Lượng mưa cũng mang tính chu kỳ. Các kỳ mưa và kỳ gian mưa là khá phổ biến.
Tuy nhiên, không có sự tương ứng mang tính chất hệ thống giữa các kỳ mưa với kỳ băng giá. Ngoài ra, các kỳ mưa khu vực không tương ứng với nhau khi xem xét ở quy mô toàn cầu. Ví dụ, một số tác giả đã từng dùng thuật ngữ "Riss pluvial" (kỳ mưa Riss) trong ngữ cảnh khi nói về khí hậu của khu vực Ai Cập. Bất kỳ sự trùng khớp nào đó chỉ là ngẫu nhiên của các yếu tố cục bộ. Các tên gọi cho một số kỳ mưa ở một vài khu vực cũng đã được định nghĩa.

### Các chu trình cổ
Tổng thể các yếu tố thoáng qua tác động tới bề mặt Trái Đất có tính chu kỳ: khí hậu, các hải lưu và các chuyển động khác, các phong lưu, nhiệt độ, v.v. Sự phản ứng dạng sóng đến từ các chuyển động tuần hoàn nằm phía dưới của hành tinh, cuối cùng lôi kéo mọi tác động thoáng qua thành đồng bộ và hài hòa với chúng. Các kỳ băng giá lặp đi lặp lại trong thế Pleistocen cũng do cùng các nguyên nhân này gây ra.

#### Chu kỳ Milankovitch
Sự đóng băng trong thế Pleistocen là một chuỗi các kỳ băng giá và gian băng, stadial và interstadial, phản ánh các thay đổi khí hậu có chu kỳ. Yếu tố chính làm cho khí hậu có chu kỳ hiện nay được coi là các chu kỳ Milankovitch. Chúng là các biến đổi có chu kỳ trong bức xạ mặt trời theo khu vực gây ra bởi tổng thể của nhiều thay đổi lặp lại trong chuyển động của Trái Đất.
Tuy nhiên, các chu kỳ Milankovitch không thể là yếu tố duy nhất do nó không giải thích được sự bắt đầu và kết thúc của thời kỳ băng hà trong thế Pleistocen, hay của các thời kỳ băng hà lặp lại. Chúng chỉ đơn thuần dường như là sự giải thích tốt nhất cho điều đó trong phạm vi thời gian của thế Pleistocen, và nó dự báo các kỳ băng giá với chu kỳ 100.000 năm.

#### Chu kỳ tỷ lệ đồng vị oxy
Trong phân tích tỷ lệ đồng vị oxy, các biến động trong tỷ lệ của O18 với O16 (hai đồng vị của oxy) theo phương pháp khối phổ (đo bằng máy đo phổ khối lượng) hiện diện trong canxit của các mẫu lõi đại dương được sử dụng như là phép chẩn đoán về thay đổi nhiệt độ đại dương cổ đại và vì thế là sự thay đổi của khí hậu. Các đại dương lạnh hơn thì giàu đồng vị O18 hơn, và nó nằm trong các lớp vỏ của các vi sinh vật tạo ra canxit.
Phiên bản gần đây hơn của quy trình lấy mẫu đồng vị sử dụng các lõi băng. Mặc dù nghèo O18 hơn nước biển, nhưng tuyết rơi trên các sông băng hàng năm lại vẫn chứa O18 và O16 theo tỷ lệ phụ thuộc vào nhiệt độ trung bình hàng năm.
Thay đổi nhiệt độ và khí hậu là chu kỳ khi vẽ biểu đồ của nhiệt độ theo thời gian. Các tọa độ nhiệt độ được lấy theo độ chênh lệch so với nhiệt độ trung bình hàng năm ngày nay, được coi là bằng 0. Kiểu đồ thị này dựa trên tỷ lệ khác của đồng vị so với thời gian. Các tỷ lệ được chuyển đổi thành các sai lệch phần trăm (d) so với tỷ lệ tìm thấy trong trung bình chuẩn của nước đại dương (SMOW).
Đồ thị trong cả hai kiểu xuất hiện như là dạng sóng với các âm bội. Một nửa thời kỳ là giai đoạn đồng vị biển (MIS). Nó chỉ ra các kỳ băng giá (dưới 0) hay gian băng (trên 0). Các âm bội là các stadial hay interstadial.
Theo chứng cứ này, Trái Đất trải qua 44 MIS, bắt đầu từ khoảng 2,4 Ma trong thế Pliocen. Các giai đoạn trong thế Pliocen là nông và thường xuyên. Các giai đoạn cuối cùng là mãnh liệt nhất và có khoảng cách lớn nhất.
Theo quy ước, các giai đoạn được đánh số bắt đầu từ thế Holocen, với số bắt đầu là MIS1. Các kỳ băng giá đánh số chẵn còn các kỳ gian băng đánh số lẻ. Các kỳ băng giá lớn là MIS2, MIS4 vào khoảng 850.000 năm trước. Các kỳ băng giá lớn nhất là 2, 6 và 12; các kỳ gian băng ấm nhất là 1, 5, 9 và 11. Để có sự phù hợp của các MIS với các giai đoạn có tên gọi, xem các bài cho các tên gọi này.

## Quần động vật
Các quần động vật biển và lục địa về bản chất là hiện đại.
Các thay đổi khí hậu khắc nghiệt trong thời kỳ băng hà có các ảnh hưởng lớn đối với quần động vật và thực vật. Với mỗi đợt gia tăng của băng giá, các khu vực rộng lớn của các lục địa về tổng thể bị sụt giảm các quần thể sinh vật, và động vật cùng thực vật phải thoái lui xuống phía nam do phải đối mặt với các sông băng đang gia tăng cùng áp lực khủng khiếp. Áp lực khắc nghiệt nhất là kết quả của các thay đổi mạnh của khí hậu, do nó làm giảm không gian sinh sống và co hẹp nguồn cung cấp thức ăn. Sự kiện tuyệt chủng chính của các động vật có vú to lớn (quần động vật lớn), bao gồm voi mamut, voi răng mấu, mèo răng kiếm, thú răng khắc, lười đất, gấu mặt ngắn, đã bắt đầu vào cuối thế Pleistocen và tiếp tục trong thế Holocen. Người Neanderthal cũng bị tuyệt chủng trong thời kỳ này.

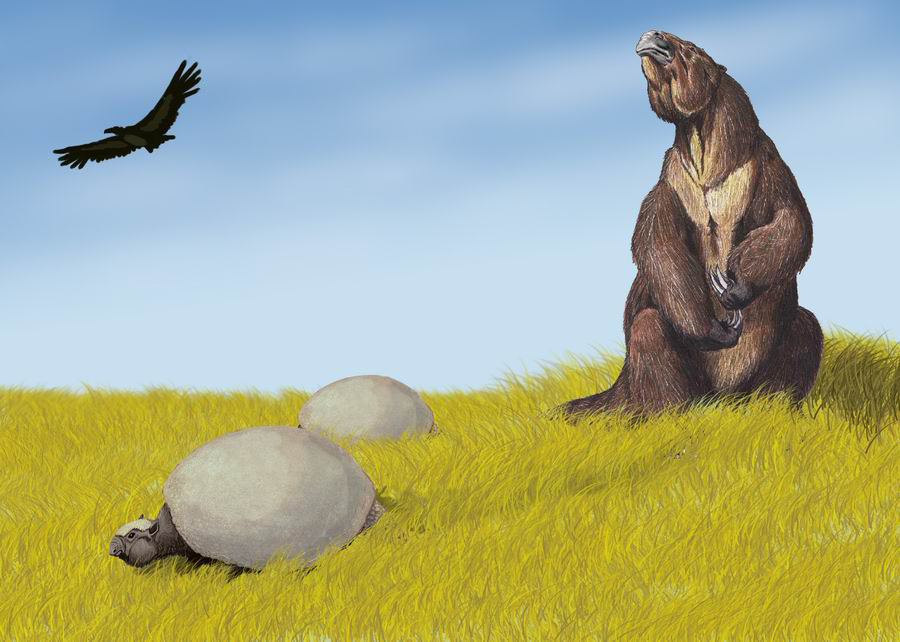
Thế Pleistocen ở Nam Mỹ với lười đất lớn (Megatherium spp.) và hai thú răng khắc (Glyptodon spp.)

Sự kiện tuyệt chủng có lẽ mãnh liệt nhất tại Bắc Mỹ với các loài ngựa và lạc đà bản địa bị tiêu diệt.
Các kỳ động vật có vú đất liền Bắc Mỹ (NALMA) là Blanca (4,5–1,2 Ma), Irvingtonia (1,2–0,5 Ma) và Rancholabrea (0,5–0,01 Ma). Blanca kéo dài đáng kể từ trong thế Pliocen.
Các kỳ động vật có vú đất liền Nam Mỹ (SALMA) là Uquia (2,5–1,5 Ma), Ensenada (1,5–0,3 Ma) và Lujania (0,3–0,01 Ma). Uquia kéo dài đáng kể từ trong thế Pliocen.
Tại châu Âu, các tầng động vật là Calabria (1,806–0,781 Ma), Sicilia (0,781–0,26 Ma) và Tyrrhenia (0,26–0,005 Ma).

### Tông Người trong thế Pleistocen
Chứng cứ khoa học chỉ ra rằng loài người đã tiến hóa để có hình dáng giống như ngày nay trong thời gian thuộc thế Pleistocen. Vào đầu thế Pleistocen, các loài trong chi Paranthropus vẫn còn hiện diện, cũng như các tổ tiên sớm của loài người, nhưng trong thời gian Tiền đồ đá cũ chúng đã biến mất, và loài sinh vật dạng người duy nhất được tìm thấy trong các mẫu hóa thạch là người đứng thẳng (Homo erectus) trong phần lớn thời gian của thế Pleistocen. Loài này đã di cư xuyên qua phần lớn Cựu thế giới, tạo ra sự xuất hiện của nhiều biến thái của loài người. Thời gian thuộc Trung và Hậu đồ đá cũ đã có sự xuất hiện các kiểu người mới, cũng như sự phát triển của các công cụ phức tạp hơn so với trước đó. Theo các kỹ thuật định thời bằng ti thể, người hiện đại (Homo sapiens) đã di cư từ châu Phi sau băng giá Riss trong thời gian thuộc Trung đồ đá cũ (khoảng thời gian ứng với gian băng Eem), lan rộng ra khắp các khu vực không bị đóng băng vào cuối thế Pleistocen.
|  |

Trong khi quan điểm cơ bản "nguồn gốc châu Phi" về tiến hóa của loài người vẫn chưa bị thách thức thì một số nhà nghiên cứu lại cho rằng sự bành trướng lớn cuối cùng không loại trừ các quần thể sinh vật dạng người đã tồn tại trước đó đã bị đồng hóa khi chúng tiếp xúc với Homo sapiens. Trong khi điều này có thể gợi ý rằng các biến đổi ở người hiện đại có thể là có phạm vi rộng và mang tính khu vực thì học thuyết này vẫn còn gây nhiều tranh cãi.

## Trầm tích
Các trầm tích lục địa thuộc thế Pleistocen được tìm thấy chủ yếu trong các đáy hồ, các trầm tích hoàng thổ và các hang động cũng như trong một lượng lớn các vật chất do các sông băng di chuyển qua lại. Các trầm tích biển thuộc thế Pleistocen được tìm thấy chủ yếu trong các khu vực trong phạm vi vài chục kilômét từ bờ biển ngày nay. Trong một vài khu vực hoạt động địa chất mạnh như bờ biển Nam California, các trầm tích biển thuộc thế Pleistocen có thể tìm thấy ở các vị trí có độ cao tới vài trăm mét.